# Trichantha ambigua
Trichantha ambigua là một loài thực vật có hoa trong họ Tai voi. Loài này được (Urb.) Wiehler miêu tả khoa học đầu tiên năm 1975.